# 20 Dywizja Pancerna (III Rzesza)
20 Dywizja Pancerna (niem. 20. Panzer-Division) – niemiecka dywizja pancerna z okresu II wojny światowej, uczestniczyła w ataku na Związek Radziecki. Skapitulowała w 1945.

## Historia
Dywizja została sformowana rozkazem z 15 października 1940 roku w Erfurcie z części oddziałów wchodzących w skład 19 Dywizji Piechoty, które nie weszły w skład 19 Dywizji Pancernej. Po utworzeniu stacjonowała na terenie Niemiec, wchodząc w skład 11 Armii.
W maju 1941 roku została włączona w skład 3 Grupy Pancernej i w składzie tej grupy wzięła udział w ataku na ZSRR w czerwcu 1941, walcząc na środkowym odcinku frontu wschodniego w Grupie Armii Środek. Walczyła wtedy w rejonie Mińska, Smoleńska. Następnie została włączona w skład 4 Grupy Pancernej i walczyła pod Wiaźmą oraz wzięła udział w bitwie pod Moskwą.
Przez cały następny rok walczyła na środkowym odcinku frontu wschodniego w składzie Grupy Armii Środek w rejonie Orła. W 1943 roku nadal znajdywała się na środkowym odcinku frontu wschodniego i w lipcu 1943 roku wzięła udział w bitwie na łuku kurskim w rejonie Orła. Następnie walczyła w rejonie Briańska, Mohylewa, Witebska.
W 1944 roku początkowo walczyła w rejonie Witebska, a następnie Bobrujska. W czasie tych walk poniosła duże straty i w maju 1944 roku została wycofana z linii frontu, wchodząc w skład odwodu OKH. Następnie skierowano ją do Rumunii, skąd w październiku przerzucono ją do Prus Wschodnich. Stacjonowała tam do stycznia 1945 roku.
Pod koniec stycznia 1945 roku została przerzucona na Śląsk, a następnie skierowano ją do Saksonii. W kwietniu 1945 roku wzięła udział w bitwie pod Budziszynem, gdzie walczyła przeciwko 2 Armii Wojska Polskiego w składzie 17 Armii. Następnie wycofała się na południowy wschód na Dolny Śląsk przez Lubań i Strzegom w okolice Ślęży i ostatecznie w maju 1945 roku skapitulowała przed wojskami radzieckimi.

## Oficerowie dowództwa dywizji
Dowódcy dywizji
- gen. wojsk panc. Horst Stumpff (1940–1941)
- gen. por. Georg von Bismarck (1941)
- gen. wojsk panc. Wilhelm Ritter von Thoma (1941–1942)
- gen. por. Walther Düvert (1942)
- gen. wojsk panc. Heinrich Freiherr von Lüttwitz (1942–1943)
- gen. wojsk panc. Mortimer von Kessel (1943–1944)
- gen. por. Werner Marcks (1944)
- gen. wojsk panc. Mortimer von Kessel (1944) (powtórnie)
- gen. mjr Hermann von Oppeln-Bronikowski (1944–1945)

## Struktura organizacyjna
Skład w 1941
- 21 pułk pancerny (Panzer-Regiment 21)
- 20 Brygada Strzelców (Schützen-Brigade 20)
  - 59 pułk strzelców (Schützen-Regiment 59)
  - 112 pułk strzelców (Schützen-Regiment 112)
  - 20 batalion motocyklowy (Kradschützen-Bataillon 20)
- 92 pułk artylerii (Artillerie-Regiment 92)
- 92 dywizjon przeciwpancerny (Panzerjäger-Abteilung 92)
- 92 pancerny batalion pionierów (Panzer-Pionier-Bataillon 92)
- 92 batalion łączności (Nachrichten-Abteilung 92)

Skład w 1943
- 21 pułk pancerny (Panzer-Regiment 21)
- 59 pułk grenadierów pancernych (Panzer-Grenadier-Regiment 59)
- 112 pułk grenadierów pancernych (Panzer-Grenadier-Regiment 112)
- 92 pułk artylerii pancernej (Panzer-Artillerie-Regiment 92)
- 20 pancerny batalion rozpoznawczy (Panzer-Aufklärungs-Abteilung 20)
- 295 dywizjon artylerii przeciwlotniczej (Heeres-Flak-Artillerie-Abteilung 295)
- 92 dywizjon przeciwpancerny (Panzerjäger-Abteilung 92)
- 92 pancerny batalion pionierów (Panzer-Pionier-Bataillon 92)
- 92 pancerny batalion łączności (Panzer-Nachrichten-Abteilung 92)